# Emil Braun

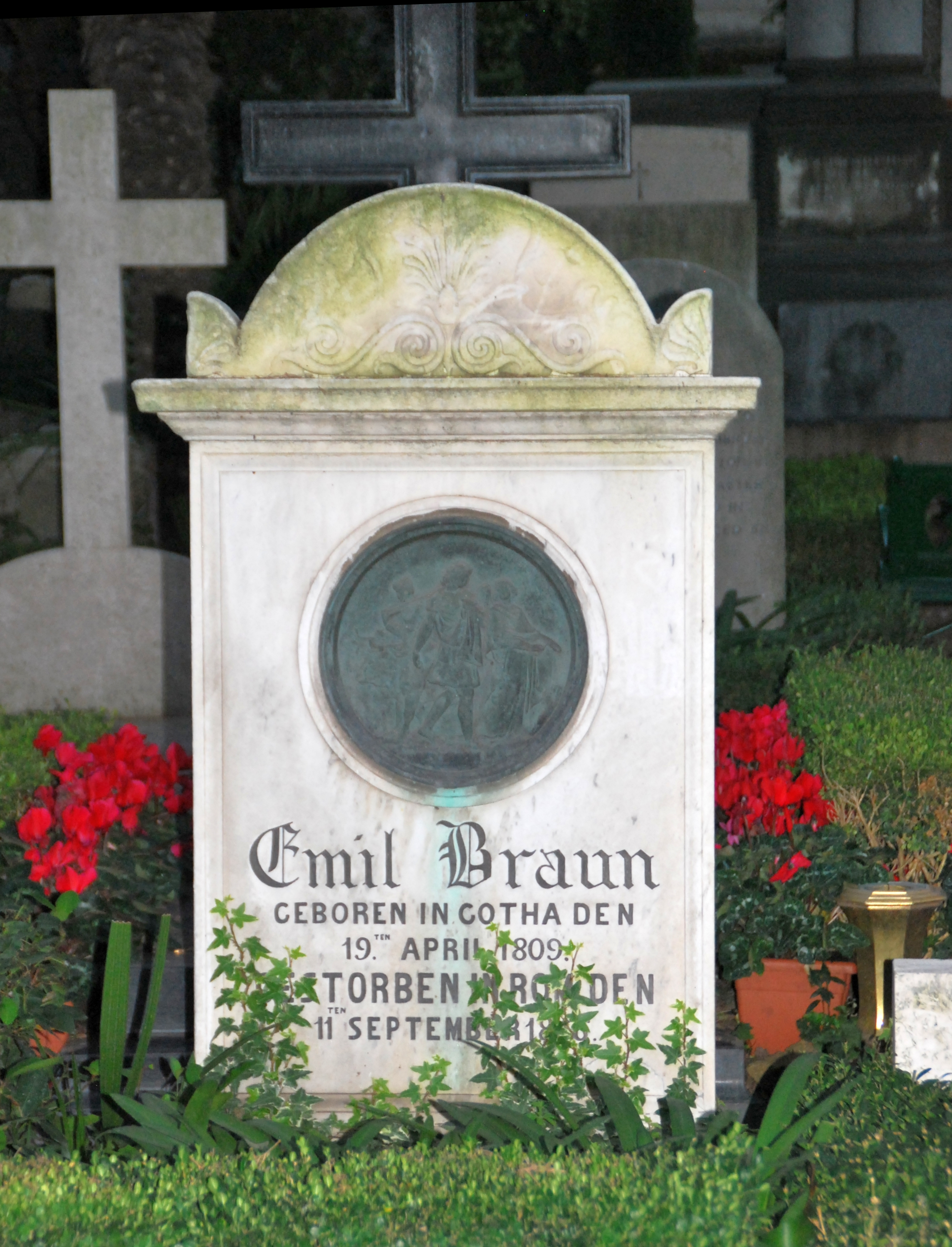
Sepultura de Braun no Cimitero acattolico em Roma.

August Emil Braun (Gotha, 19 de abril de 1809 – Roma, 12 de setembro de 1856) foi um arqueólogo clássico alemão.
Filho de um guarda-florestal, após frequentar o ginásio de Gotha Ernestinum, estudou inicialmente arqueologia e filosofia em Göttingen, desfrutou em 1832 de uma formação prática em arqueologia em Göttingen, Munique e Dresden e foi em 1833 para Berlim, onde seguiu Eduard Gerhard para Roma. Lá foi no mesmo ano no inicialmente bibliotecário do Instituto Arqueológico Alemão e pouco depois secretário. Em 1834 assumiu a redação do Bulletino e em 1837 do Annali do Instituto.
Braun construiu depois no Instituto uma oficina de galvanoplastia. Para o Crystal Palace em Lewisham produziu um grande número de modelos de significativas obras de arte.

## Publicações selecionadas
- Il giudiziodi Paride. Paris 1838
- Die Kunstvorstellungen des geflügelten Dionysios. Munique 1839
- Tages und des Hercules und der Minerva heilige Hochzeit. Munique 1839
- Antike Marmorwerke. Leipzig 1843
- Die Schale des Kodros. Berlim 1843
- Zwei Dekaden antiker Marmorwerke. 1843
- Zwölf Basreliefs griechischer Erfindung aus Palazzo Spada, dem Capitolinischen Museum und Villa Albani, hrsg. durch das Institut für archäologische Correspondenz, Rom 1845.
- Die Ficoronische Cyste. Leipzig 1850
- Griechische Götterlehre. 2 Volumes Gotha 1850–1854
- Die Vorschule der Kunstmythologie. Gotha 1854
- Die Ruinen und Museen Roms. Braunschweig 1853. (O melhor guia para visitantes de Roma na época.)